# Light novel
Light novel (ライトノベル raito noberu?) este un termen wasei-eigo utilizat pentru un tip de roman de literatură populară originar Japoniei, de obicei clasificat ca ficțiune pentru tineri adulți, având ca public țintă adolescenții și persoanele în jur de 20 de ani. Definiția acestui gen este vagă și acoperă o gamă largă de stiluri și subiecte.

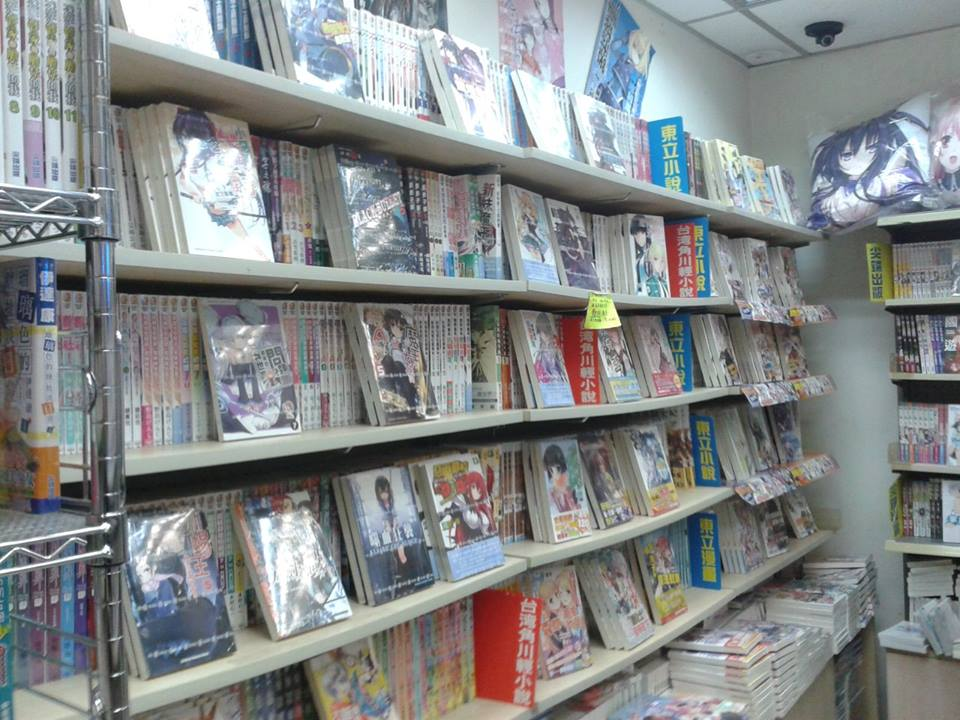
O librărie din Macao care vinde Light novel-uri

Abrevierea lui „raito noberu” este ranobe (ラノベ?), sau LN.
Lungimea medie a unui light novel este în jur de 50,000 de cuvinte și este publicat într-un format bunkobon (A6, 10.5 cm x 14.8 cm). Light novel-urile sunt supuse unui program dens de publicare, cu noi volume fiind publicate în intervale de 3-9 luni. 
Light novel-urile sunt deobicei ilustrate într-un stil aidoma manga-ului și sunt mare parte din timp adaptate în manga și anime. Deși majoritatea light novel-urilor sunt publicate doar sub formă de cărți, unele capitole sunt mai întâi serializate lunar sub format foileton în antologii de reviste, înainte de a fi colectate și compilate în cărți, similar procesului în care este publicat un manga.
Cele mai multe light novel-uri sunt comedii romantice sau isekai-uri.

## Traduceri în limba română
În prezent, în limba română au fost traduse doar 4 light novel-uri de către editura Alice Books, în colecția Kokoro (心 - inimă în japoneză). În ordinea lansării, acestea sunt:
- Ea și pisica ei de Makoto Shinkai
- Vreau să-ți mănânc pancreasul de Yoru Sumino
- your name. de Makoto Shinkai
- Am avut din nou același vis de Yoru Sumino